# Szent László-templom (Kőbánya)
A Szent László-templom római katolikus plébániatemplom Kőbányán, a Szent László téren, a városrész egyik legismertebb nevezetessége.

## Általános leírása
A templom megtervezésével eredetileg Barcza Eleket bízták meg. Ő el is készítette a terveket, de később Lechner Ödön kapta meg a feladatot. 1893 szeptemberében készítette el Lechner a végső (ötödik), megvalósult tervet. Tömegében a Barcza-féle neogót arányokat érvényesítette a mester (a templom belső tere 2000 főt képes befogadni, 50 méter hosszú és 23 méter széles, ebből a főhajó 9, belső magassága 23 méter). Elrendezése a francia középkori építészetet adja. A templom 1894 és 1899 között épült a tervező kivitelezésében, eklektikus–szecessziós stílusban: a tervező a román, a gótikus, a reneszánsz, a barokk, a perzsa és a magyar népi stílusokat ötvözte, s így született meg az egységes templom. Az épület északnyugat–délkeleti tengelyben áll, a nagy, hatszögletes harangtorony hangsúlyos, amely a főhomlokzat előtt áll, és földszintjén árkádos előcsarnok a bejárat. Mellette két lépcsőtorony, a homlokzat szélein a harangtoronyhoz hasonló, de jóval alacsonyabb kialakítású, kupolás tornyok, a tetőgerincen pedig az újonnan pótolt huszártorony magasodik, a szentély két oldalán pedig kör alaprajzú apró tornyocskák.
Felhasznált anyagok:
- vörös márvány
- 67 variánsú mintázott téglák
- színes mázas tetőcserepek
- Zsolnay-porcelángyárban készült pirogránit épületdíszek

Róth Miksa alkotásai a bejáratok fölött elhelyezkedő mozaikok. Az előcsarnokban a Feltámadt Krisztus mozaikja, a délnyugati oldalsó bejárat fölött Magyarok Nagyasszonya kép látható felirata: Patrona Hungariae, Szűz Máriát ábrázolja a gyermek Jézussal.
A főtorony árkádjai fölött egy-egy angyal magasodik, s mindhárom alatt, a háromszögű oromzatban egy-egy Istenszem-motívum. A főhajó főpárkányával egy vonalban a tornyon kőbábos erkély helyezkedik el, melynek ajtaja szamárhátíves. A torony hat oldala közül felváltva hármon toronyóra, hármon üvegablak van az órapárkányokban. A torony falazata háromszögű oromzatos végződése fölött, nyújtott kupolatest és karcsú laterna.
1897. augusztus 12-én szentelték fel a keresztet és 1900. június 27-én (László-nap) az egész templomot, azonban már 1899. április 2-án birtokba vehették a hívők.
A keresztet 1897. augusztus 12-én délelőtt szentelte fel Bogisich Mihály címzetes püspök fényes egyházi segédlettel. A fölszentelésen az építési bizottság tagjain kívül jelen voltak: Dévény, X. kerületi helyettes elöljáró, Prückler László és családja, König Vilmos és családja, Révay Miklós és neje, Balogh József és családja, Oleják Károly és Családja, Korner Samu és családja, a Herfort-család, Tóth László és György, Doctor Gyula, Saly Károly rendőrtanácsos, Baló rendőrfelügyelő megfelelő kirendeltséggel és körülbelül 5000 főnyi közönség. A kereszt bádogszelencéjébe elhelyezett okmányt a felszentelő püspökön és Benedikovics Károly plébánoson kívül aláírták a" székes főváros tanácsa részéről Láng György tanácsos, az épitő-bizottság elnöke és Töreky Gábor tanács-fogalmazó, az épitő-bizottság jegyzője, továbbá a bizottság tagjai közül: Baumann, Rebrovits, Kauser, Örley, Claudy, Prückler László fővárosi bizottsági tagok és az építési művezetőség. Az ünnep befejezése után Benedikovics plébános a bizottság tagjai tiszteletére lakomát rendezett. Az építésnél közreműködő munkások között 260 forintnyi jutalmat osztottak ki.
A templom harangjait 1898. szeptember 8-án ajánlották fel, és 1899. február 24-én szentelték, melyek közül a legnagyobbat Dlauchy Guidó és felesége, Spánicz Alojzia adományozta (Bodicsi/Boditsy Sándor bajai harangöntő művei).
Az épület Budapest ostroma alatt súlyos károkat szenvedett, s 1957-ben még a huszártorony is leégett. 1991-ben kapta vissza műemléki védettségét, s 1994-ben fejeződött be az 1974-ben kezdődött teljes felújítás. A templom jelenleg a Kőbányai Önkormányzat tulajdona. Ma nemzetközileg védett épület besorolást kapott, s szerepel az UNESCO világörökségi várományos listáján, a „Lechner Ödön független premodern építészete” részeként.

## A templom belseje
A külső cserépdíszek és a templom belsejében lévő oltárok, szószék és keresztelőkút a Steindl-tanítvány Tandor Ottó műegyetemi tanár tervei alapján készültek el. A belső legdíszesebb, leggazdagabb alkotása a csipkekupolás hangvetőjű szószék, amelyen angyalok és a 12 apostol látható. Szent László főoltára (pirogránit), benne a szent királyt ábrázoló olajfestmény, Roskovics Ignác alkotása 1899-ből; plasztikai díszítését Marhenke Vilmos készítette. A pótolt, Róth Miksa által alkotott, színes üvegablakok: a szószék felőli, evangéliumi oldalon a következő szenteket ábrázolja: Szent József, Nepomuki Szent János, Szent Sára, Szent György, Páli Szent Vince, Szent Anna, a vele átellenes, ambó felőli leckeoldalon Alexandriai Szent Katalin, Krisztus megkeresztelkedése, az Angyali üdvözlet és Szent László van. A kereszthajó délnyugati végfalán a napkeleti bölcsek hódolata, az északnyugatin Szent István királyunk megkeresztelkedése látható. Az eredeti falfestés Scholtz Róbert, a lakatosmunka Jungfer Gyula és Lepter János, a belső szobrászmunka Oppenheimer Ignác alkotása.
A bejáratnál nagy magasságban elhelyezett kórus, rajta a Rieger Ottó által 1899-ben tervezett, 3 manuálos, 34 regiszteres (op. 664) orgona.

## Galéria

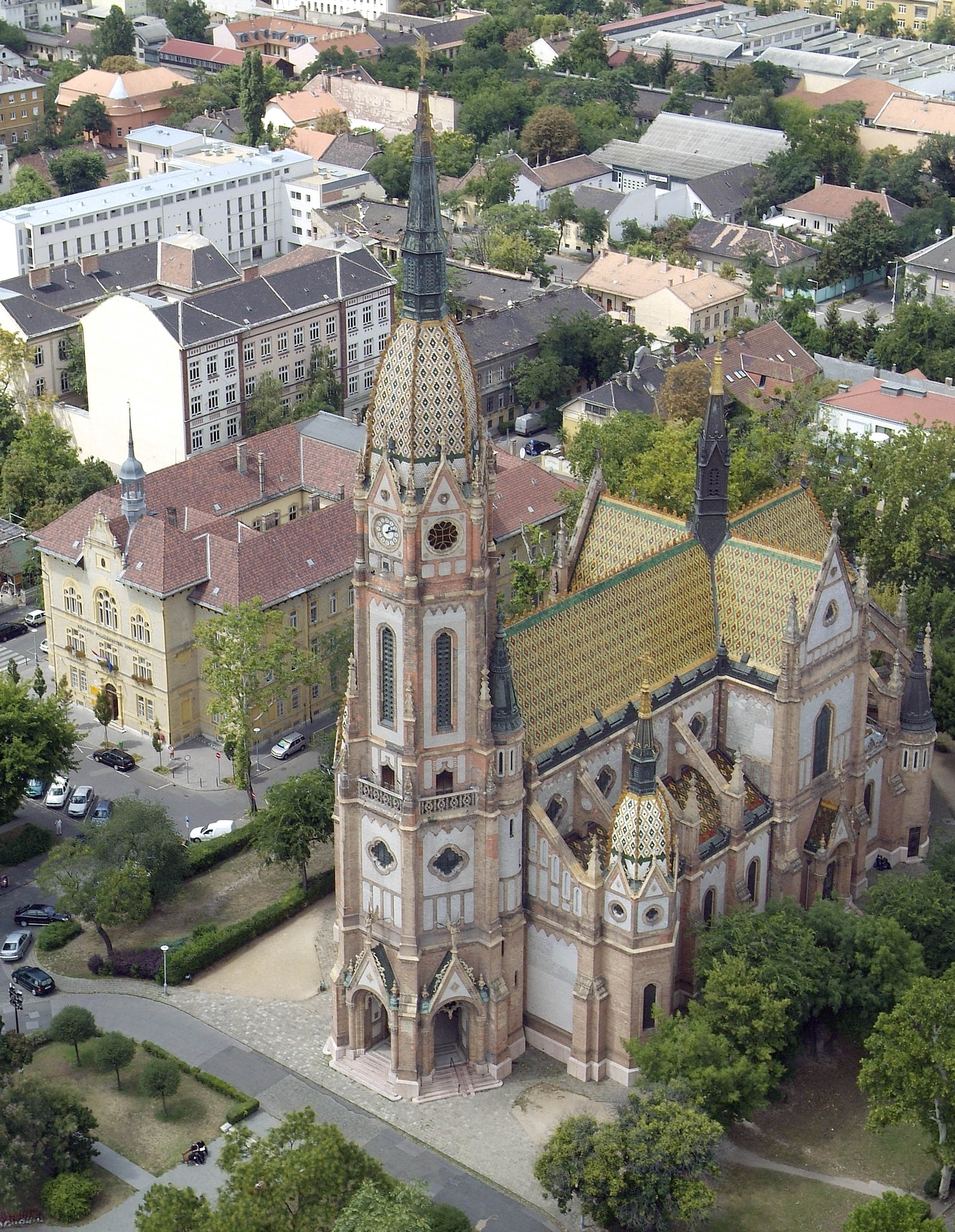
A templom és környezete (Szent László tér)
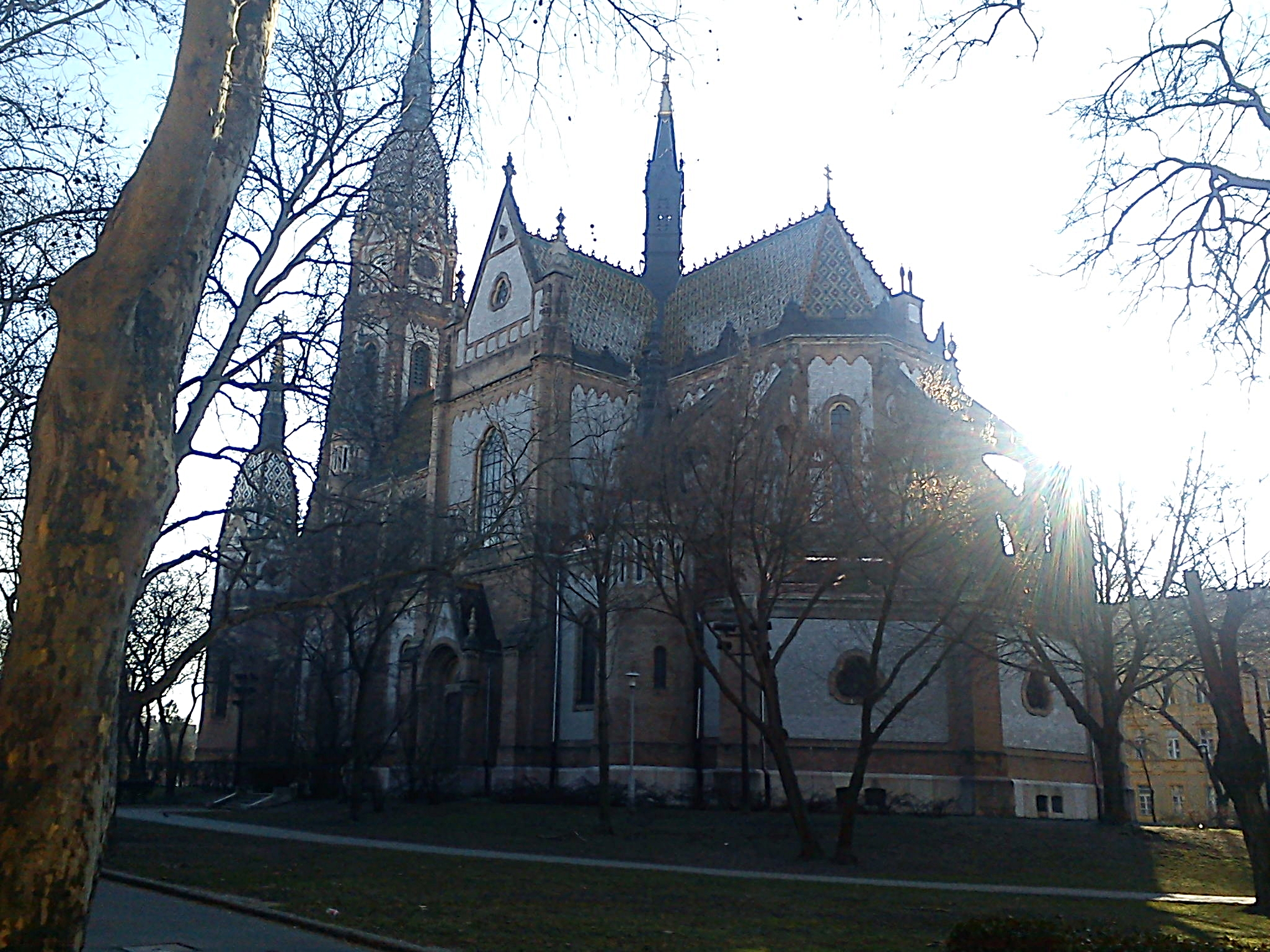
A templom hátulról
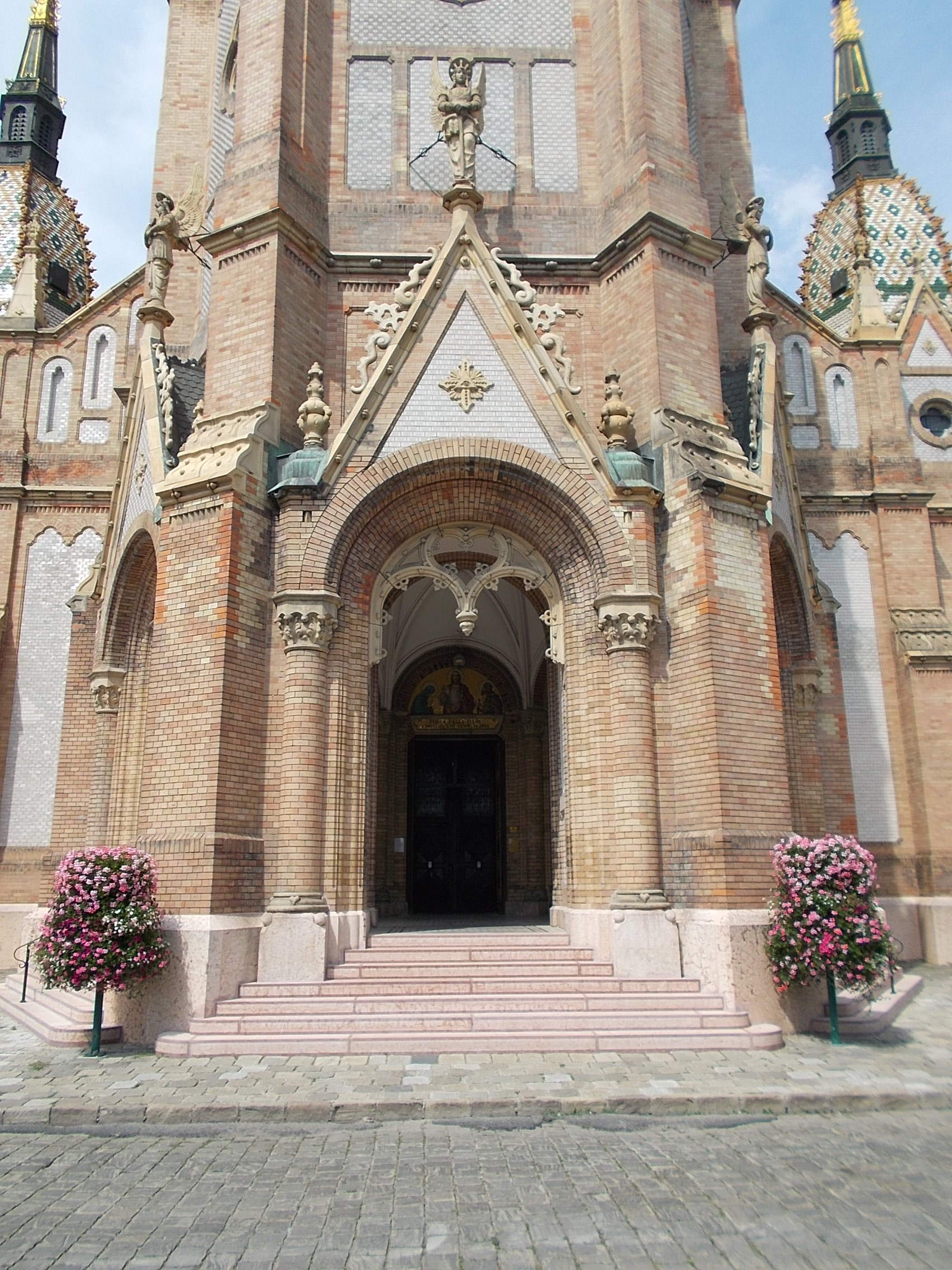
Főbejárat
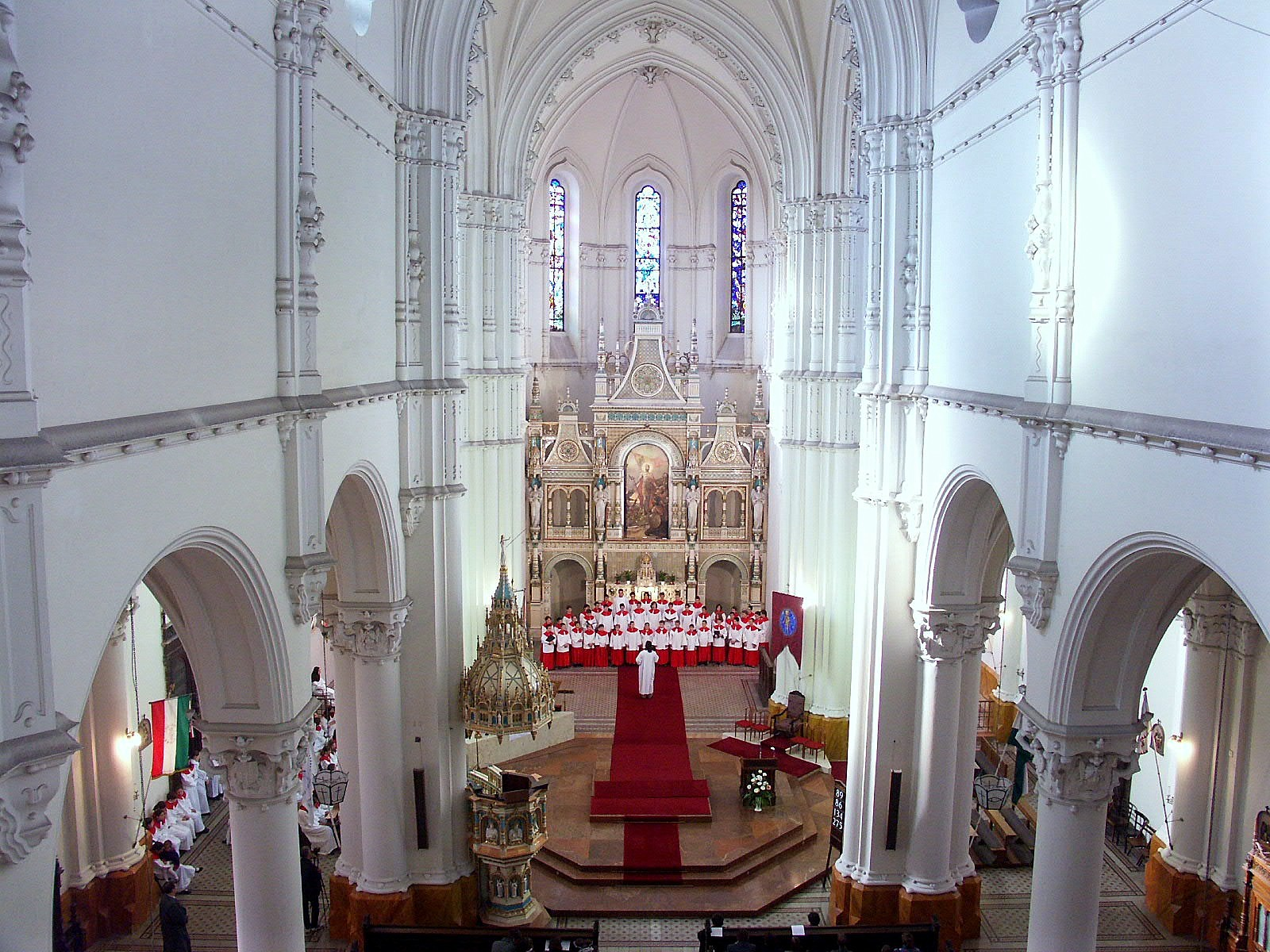
Belső tér
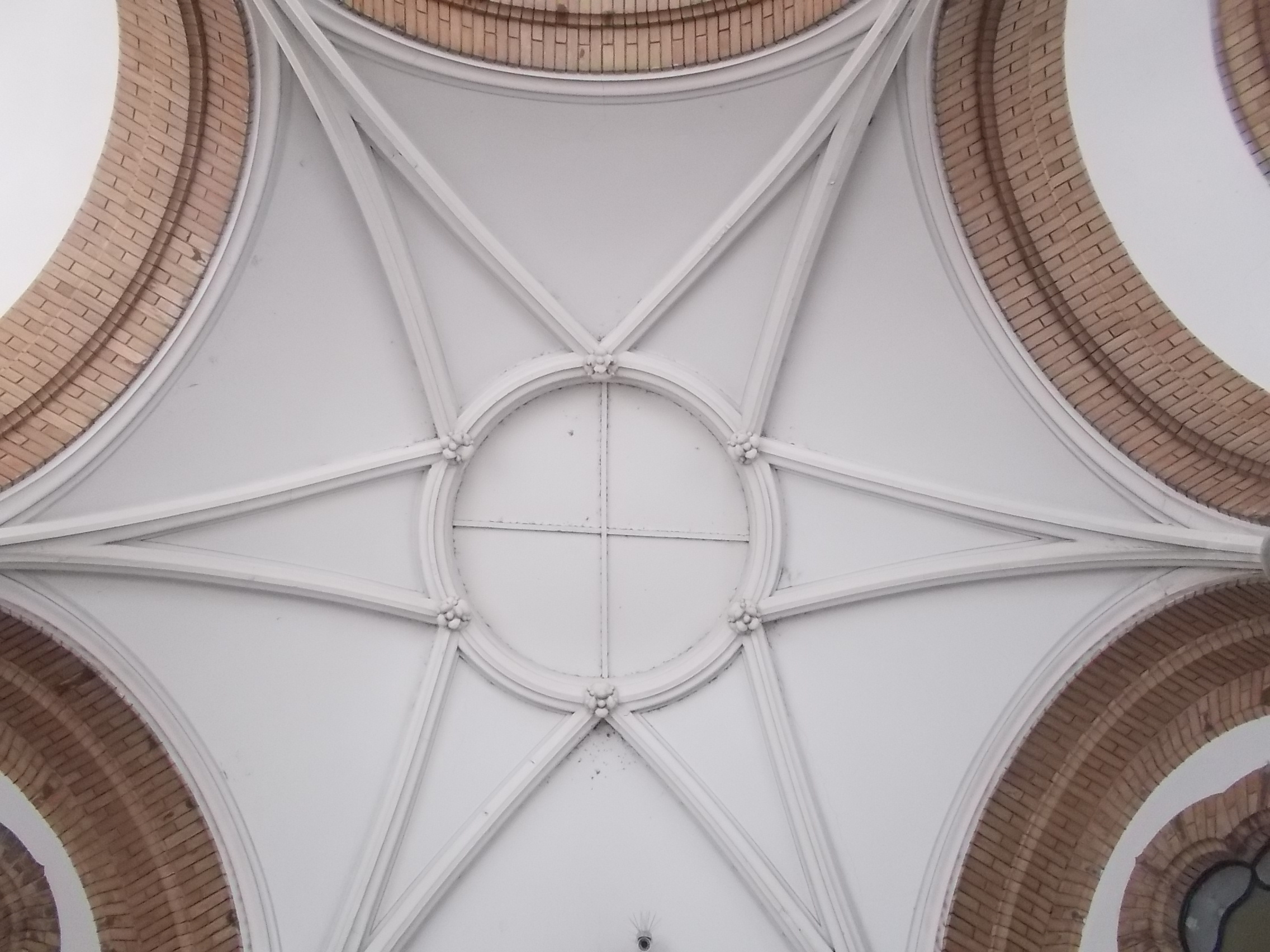
Előtéri mennyezet
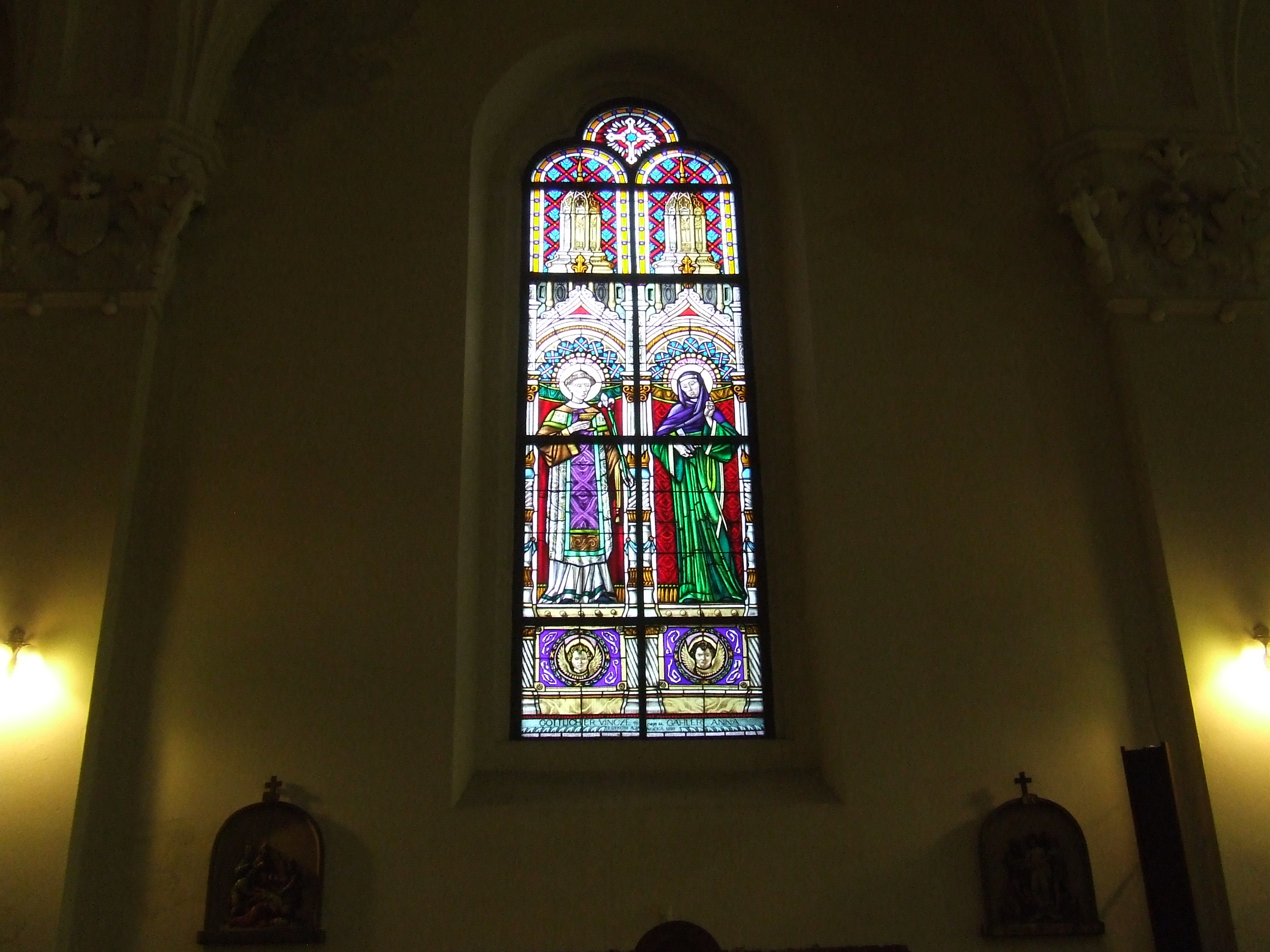
Üvegablak
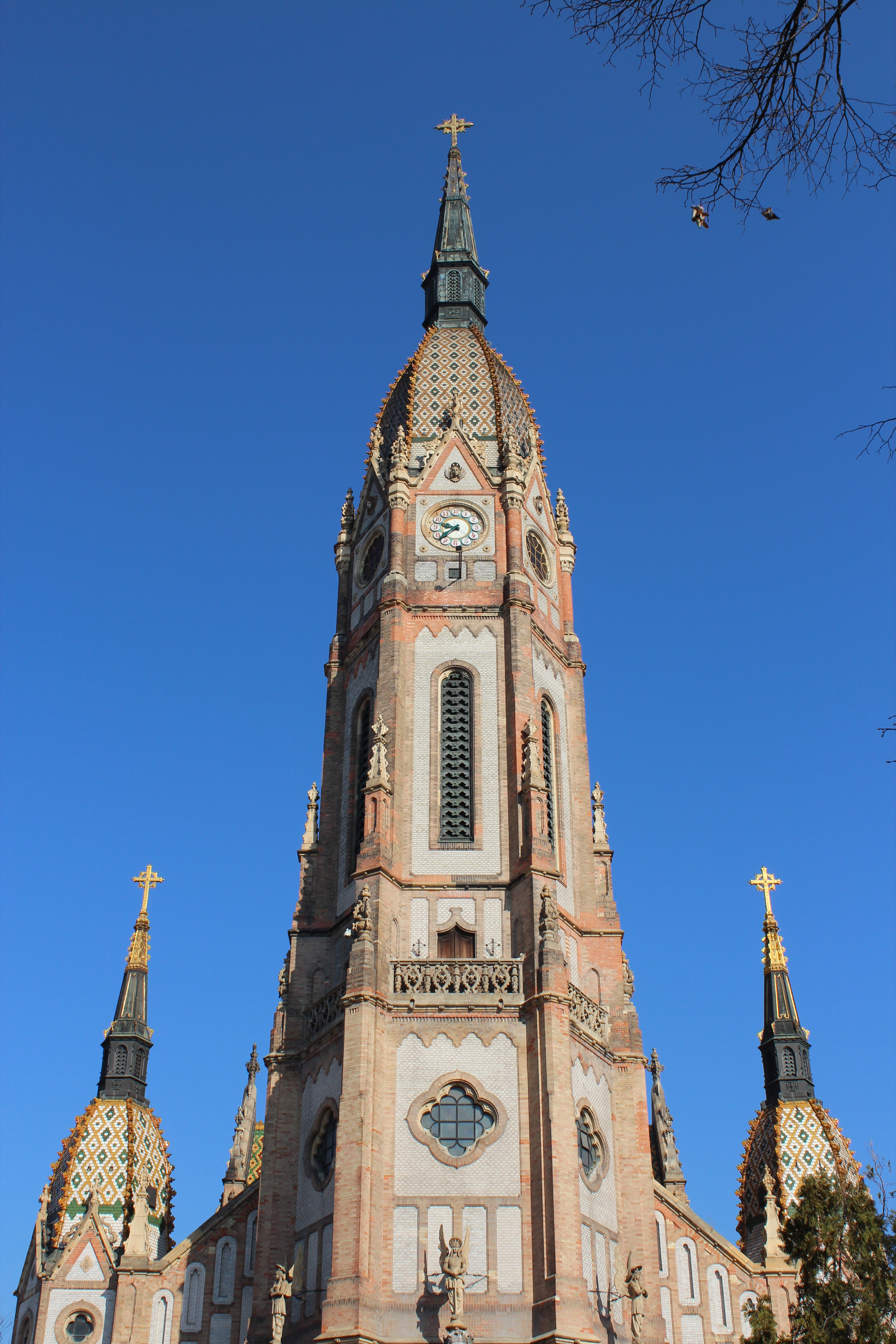
A torony
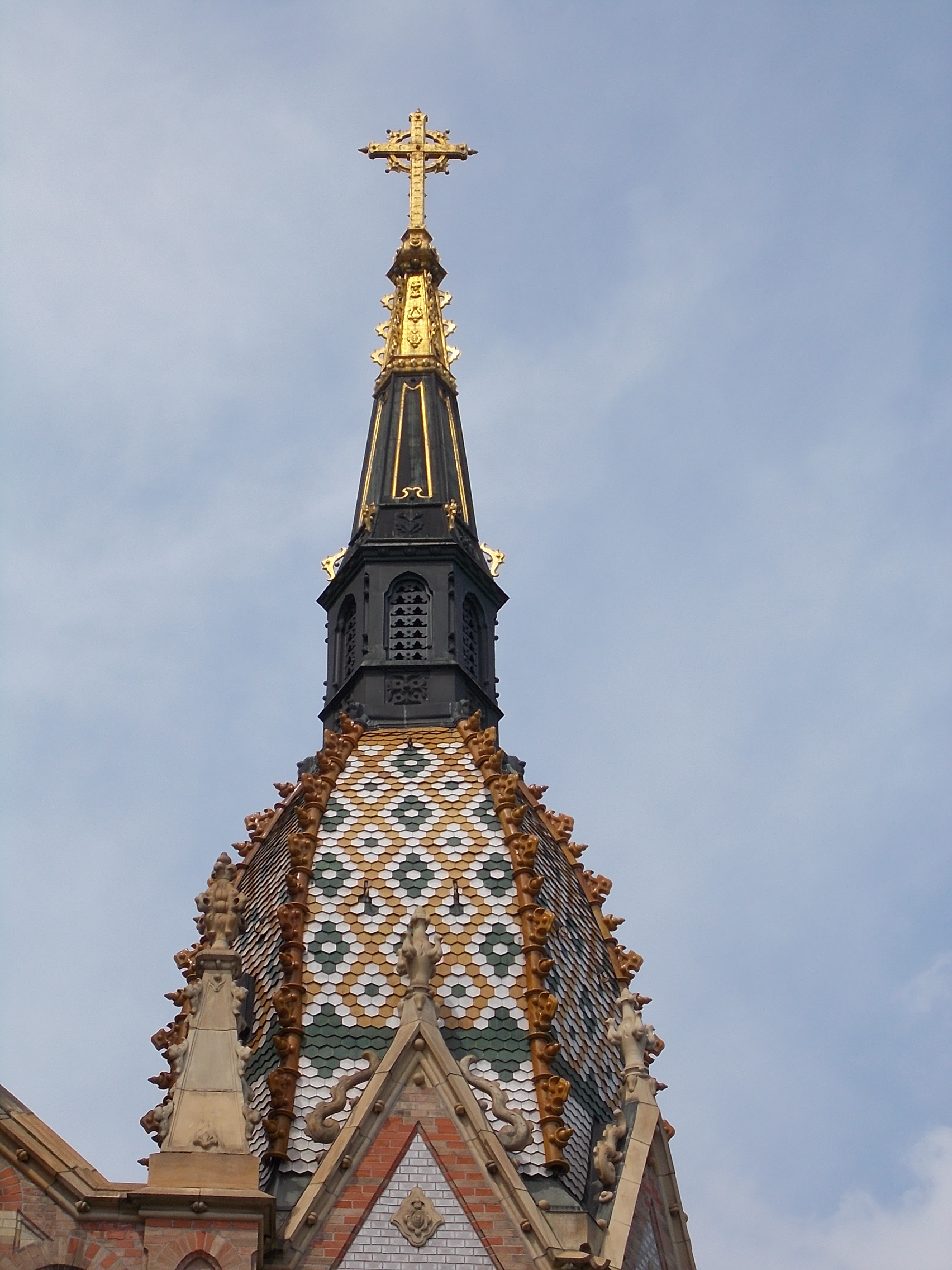
A kupola
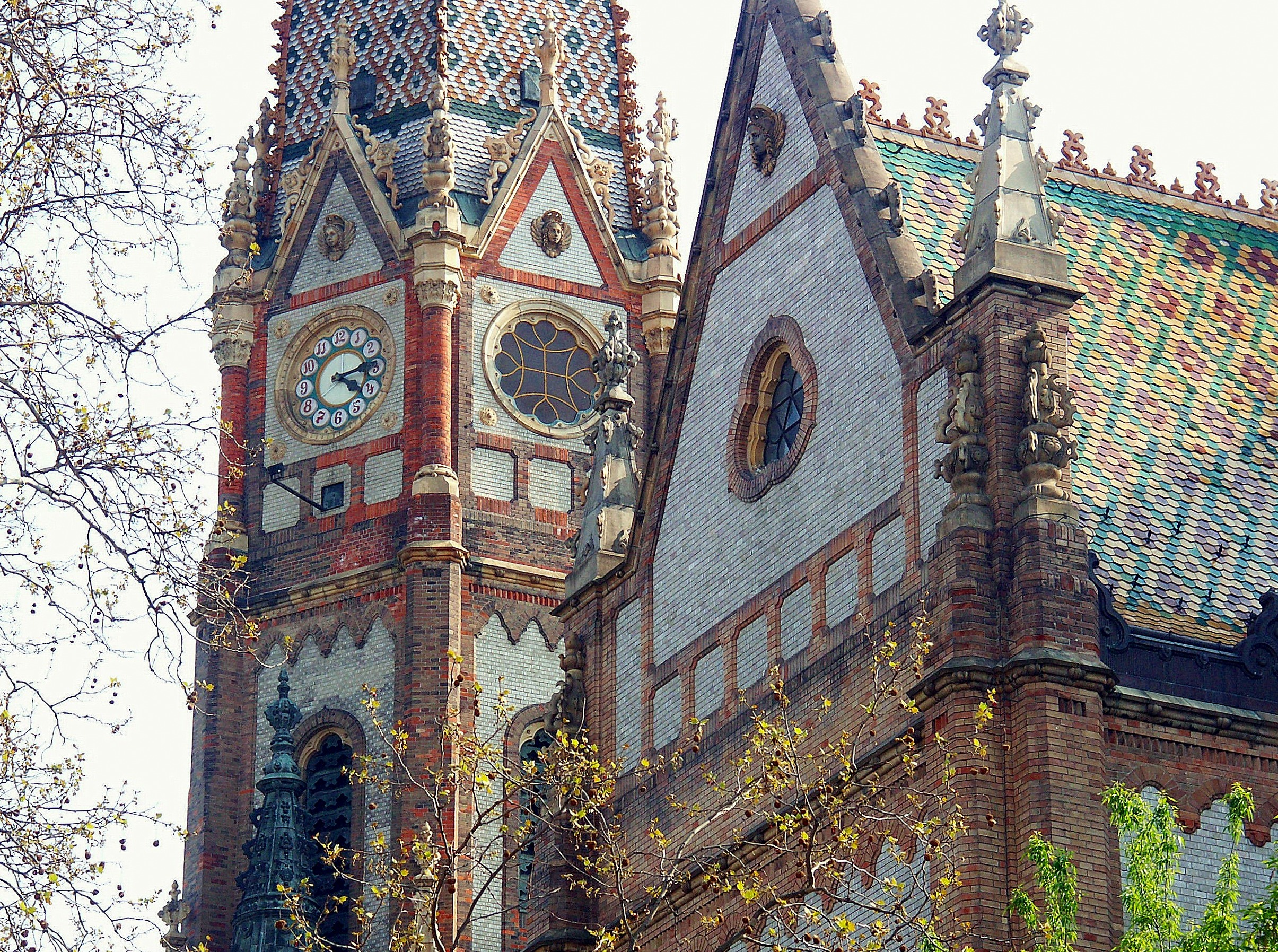
Díszítések
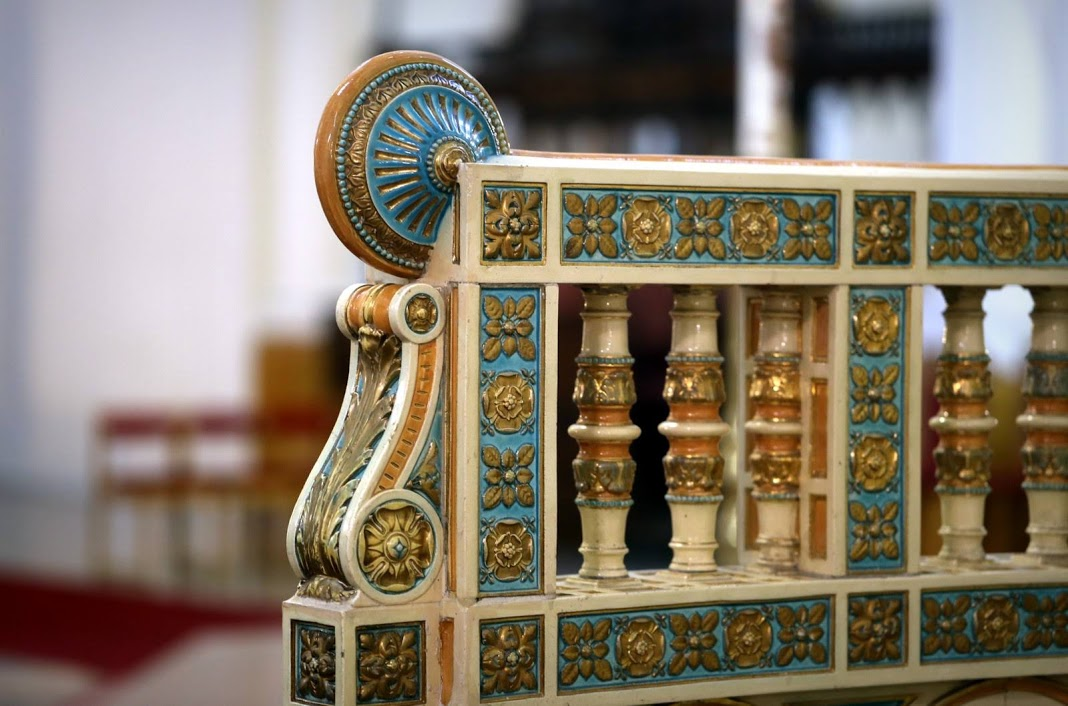
Kerámiából készült díszkorlát